# Ischämische Myopathie der Katze
Als Ischämische Myopathie der Katze bezeichnet man eine Gruppe von Erkrankungen, die durch eine Muskelzerstörung infolge einer unterbrochenen Durchblutung gekennzeichnet sind. Hierbei sind insbesondere die Hintergliedmaßen betroffen, nur in 10 % der Fälle sind andere Blutgefäße betroffen, beispielsweise die Arteria brachialis, der Lungenarterien oder Hirngefäße. Zu den Ischämischen Myopathien gehören die Feline arterielle Thromboembolie, bei der es zu einer Verstopfung der Endaufzweigung der Aorta durch einen Thrombus kommt, sowie das Kippfenster-Syndrom, bei dem es durch Einklemmung in einem angekippten Fenster zur Unterbrechung der Blutzufuhr zu den Hintergliedmaßen kommt.
Bei der Verstopfung der Arterien werden zusätzlich durch die Thrombozyten Thromboxan A2 und Serotonin freigesetzt, welches zu einer Gefäßverengung und damit zu einer Minderdurchblutung auch nicht direkt betroffener Blutgefäße führt.